# 城东街道 (重庆市)
城东街道，是中华人民共和国重庆市黔江区下辖的一个乡镇级行政单位。

## 行政区划
城东街道下辖以下地区：
文汇社区、南海城社区、官坝社区、石城社区、下坝社区、杉木社区、金桥社区和高涧社区。